# Calidota paulina
Calidota paulina là một loài bướm đêm thuộc phân họ Arctiinae, họ Erebidae.